# فولاند نات
الفولاند نات هي مقاتلة خفيفة وطائرة تدريب عسكري بريطاني تم تطويره من أجل سلاح الجو الملكي، واستعملت بشكل كبير من قبل القوات الجوية الهندية. لم تستعمل كمقاتلة من قبل سلاح الجو الملكي ولكن تم استخدامها كطائرة تدريب. ولكن نجحت في دورها كمقاتلة وطائرة هجوم أرضي مع القوات الجوية الهندية والفنلندية. تم صناعة الطائرة من قبل فولاند أيركرافت البريطانية، وهي أخر طائرة تصنع من قبل الشركة قبل دمجها مع شركة هوكر سيدلي.
كان الهند أكبر مشغل أجبنبي للطائرة، وتم صناعة الطائرة في الهند تحت الترخيص والتي عرفت بهال أجييت.

## التصميم والتطوير

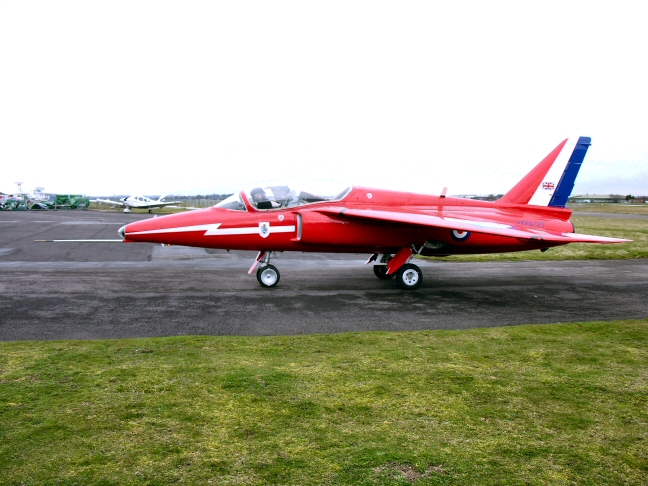
أستخدمت النات من قبل فريق السهام الحمر للاستعراض الجوي من 1965 إلى 1979.

مع بداية الحرب الباردة وتوقعات لمواجه الاتحاد السوفيتي كان سلاح الجو الملكي بحاجة لطائرة معترضة تقدر على صد القاذفات السوفيتية. كانت الرؤية الأولية للمصمم ويليم بيترز والذي أصبح المدير التنفيذي لفولاند أيركرافت هي تصميم طائرة مقاتلة خفيفة مع صواريخ دفع ومحرك قابل للفصل، ولكن تم أختيار محرك ثابت في ما بعد. لم تكن وزارة الجوية متفائله بتطور الطائرة وكانت تطلب بعض التحسينات وخاصة بأول تصميم، ولكن كانت الهند ويوغوسلافيا وفنلندا مهتمون بتطورها. في 16 مايو 1965 طارت “آلاف 1” والتي كانت النسخة الأولية لتميم الطائرة. قبل الإنهاء من التجارب على آلاف 1 لم تعد الوزارة تؤيد تطوير الطائرة، حيث اعتقد ان لم تكن هناك أي حاجة للنات كمقاتلة. تم تغير التصميم لكي تعرض الطائرة كطائرة تدريب، حيث اضيف مقعد اخر، ومحرك أكبر، وتم تغير الأجنحه وذيل وأيضا نظام السيطرة. بعد ذلك وافقت الوزارة على شرائها كطائرة تدريب.

## المستخدمون
- المملكة المتحدة - استخدمت من قبل سلاح الجو الملكي كطائرة تدريب وأيضا في الاستعراض الجوي مع عدت فرق منها السهام الحمر والجاكز الصفر.
- الهند
- فنلندا
- يوغوسلافيا